# Companhia Estável de Repertório
Companhia Estável de Repertório (CER) foi uma companhia teatral brasileira criada pelo ator Antonio Fagundes.

## Histórico
Após algumas experiências como produtor de peças de teatro e o envolvimento no "Projeto Cacilda Becker" do Teatro Brasileiro de Comédia, quando várias peças eram realizadas com um mesmo elenco, Antonio Fagundes teve a ideia de criar a "Companhia Estável de Repertório". Unindo-se com sócios como Lenine Tavares, Marga Jacoby e José Roberto Simões, Fagundes iniciou a companhia em 1982 com a peça "Morte Acidental de um Anarquista".
Após a encenação de "O País dos Elefantes", que estreou em 1989 na cidade francesa de Avignon, Antonio Fagundes encerrou as atividades da CER, quando a companhia já não obtinha o retorno financeiro satisfatório para a sustentação da "empresa".

## Características da companhia
O companhia foi crida para diversificar o seu repertório, criando peças que transitaram do popular ao clássico, passando pelo teatro experimental.
A CER nunca possuiu uma sede teatral, mas manteve um escritório administrativo onde também era editado um jornal bimestral enviado ao público cadastrado.

## Repertorio
- O Homem Elefante (experimental, não como CER, em 1981);
- Morte Acidental de Um Anarquista (1982);
- Xandu Quaresma (1983);
- Cyrano de Bergerac (1985);
- Nostradamus (1986);
- Carmem com Filtro (1986);
- Fragmentos de um Discurso Amoroso (1988);
- O País dos Elefantes (1989).